# Just BASIC
Just BASIC est une variante du langage de programmation BASIC (une version structurée du BasicA).

## Description
L'environnement de développement intégré Just BASIC est un gratuiciel de Shoptalk Systems, intégrant entre autres un éditeur et un compilateur BASIC. 
Ce programme fonctionne Windows XP dans sa version 32 et 64 bits.
Just BASIC est une version allégée et gratuite de Liberty BASIC qui permet cependant la création de programmes complets et autonomes.
Just BASIC et Liberty BASIC étant tous les deux des compilateurs 32 bits, ils ont l'avantage d'être plus rapide que QBasic auquel ils ont succédé.